# Villa Trauteck
Die Villa Trauteck liegt im Stadtteil Serkowitz der sächsischen Stadt Radebeul, im Bergblick 3. Sie wurde 1900/1902 durch die ortsansässige Baufirma „Gebrüder Ziller“ errichtet. Mit dem Bauantrag vom 17. Dezember 1900 ist es vermutlich das letzte Bauvorhaben, das zu Lebzeiten eines der beiden Ziller-Brüder (Gustav Ziller, 1842–1901) begonnen wurde. 1915 war das Anwesen im Eigentum des Rittergutsbesitzers Woldemar Händel (unter der Adresse Blumenstraße 3).

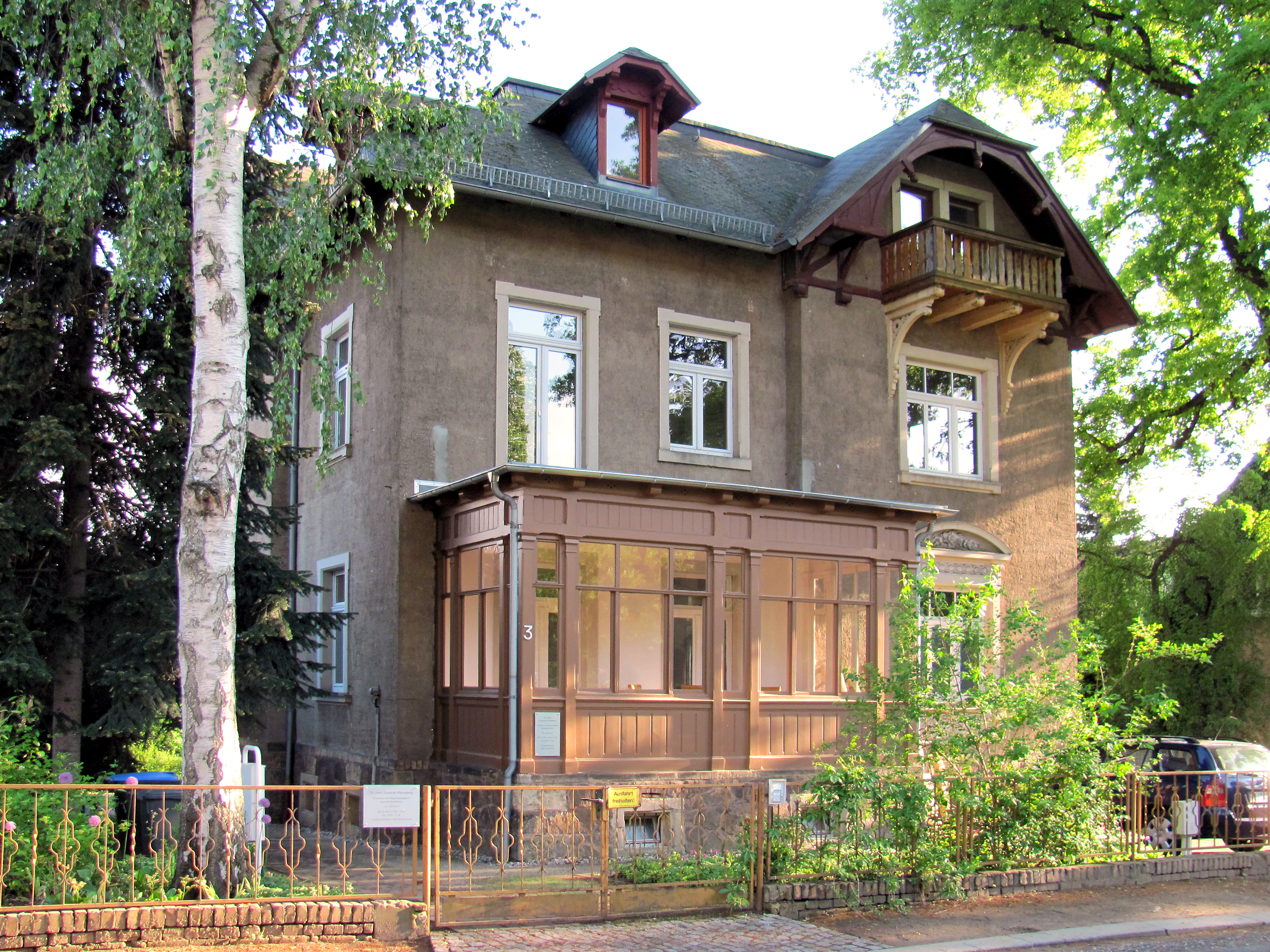
Villa Trauteck

## Beschreibung

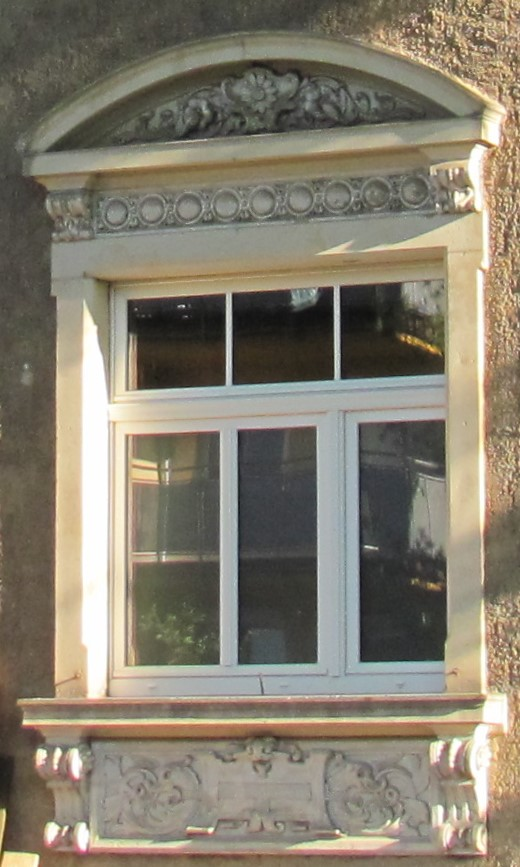
Zierfenster

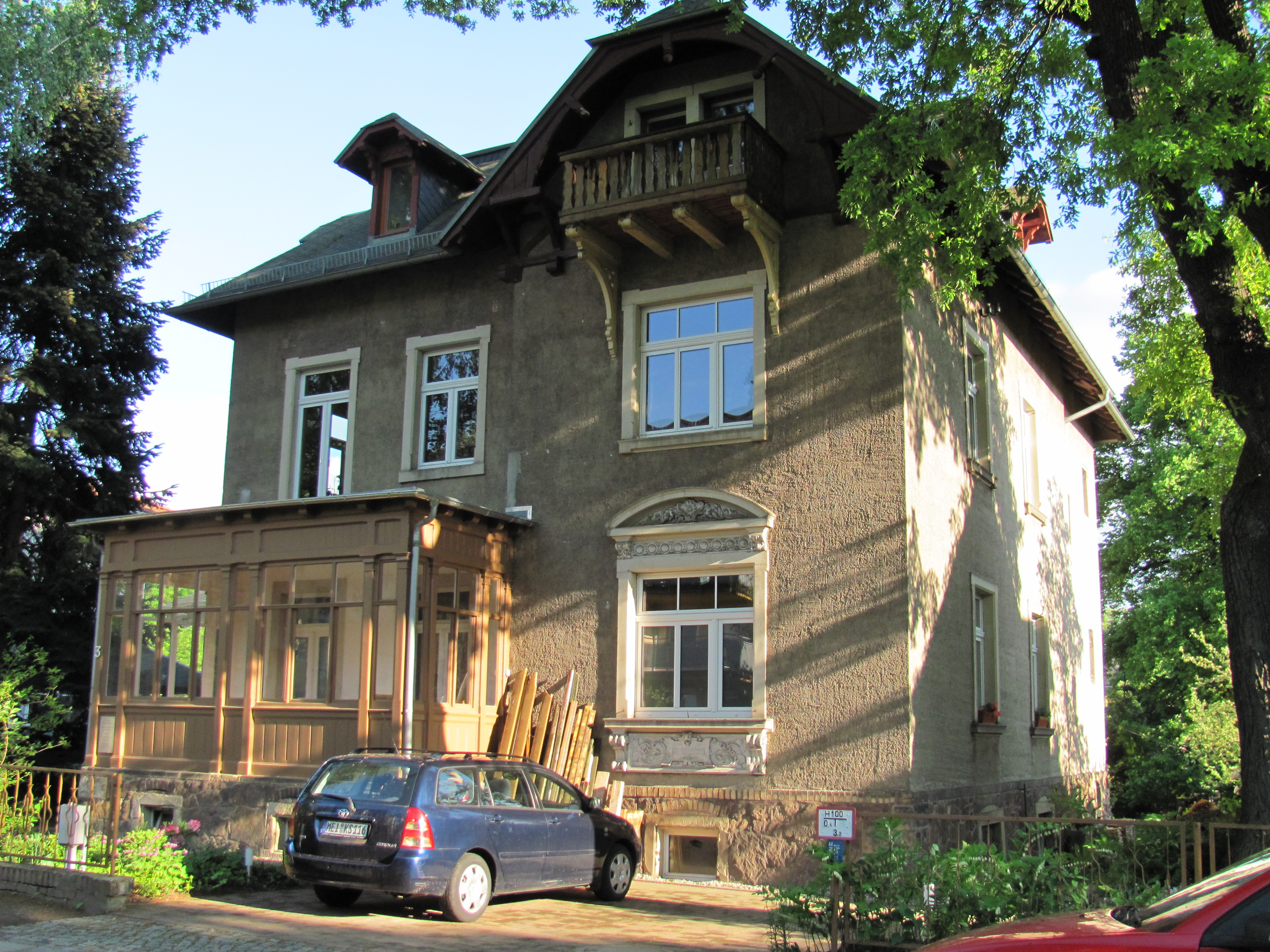
Villa Trauteck

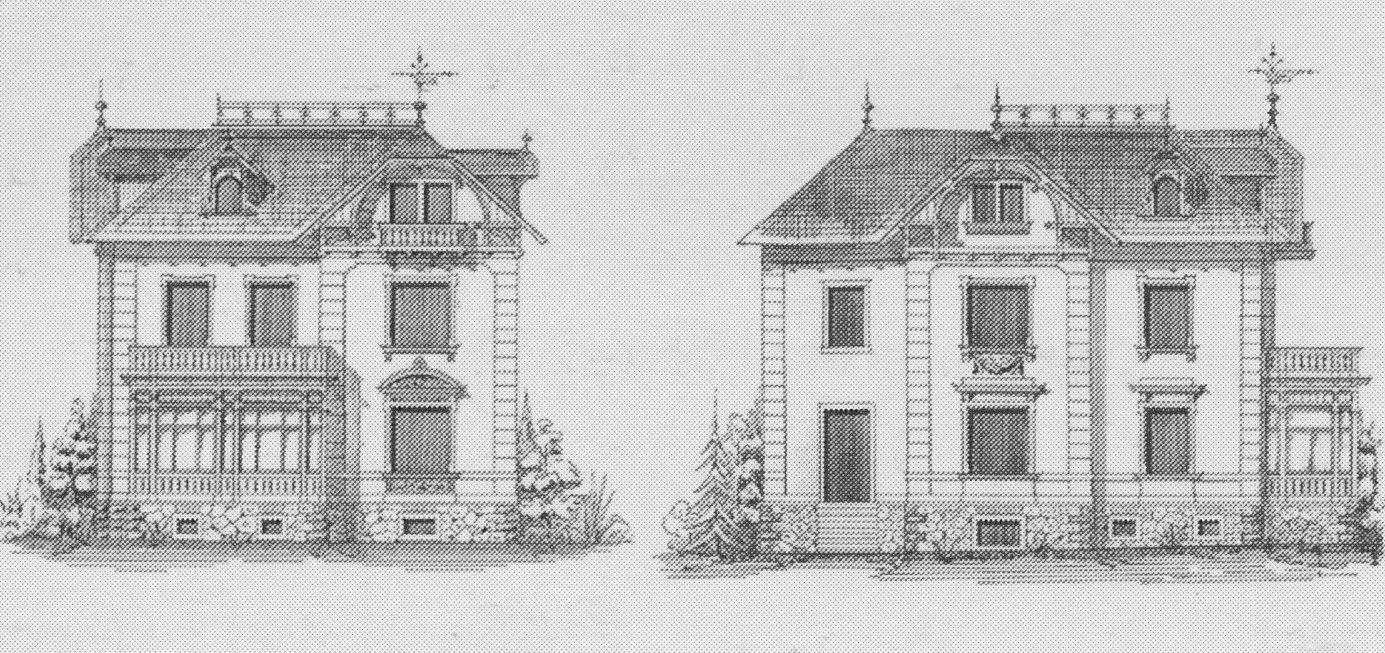
Bauzeichnung, 1900

Die unter Denkmalschutz stehende Villa ist ein zweigeschossiges Gebäude. Es steht auf einem Bruchsteinsockel und hat obenauf ein abgeplattetes, ausgebautes Walmdach mit Krüppelwalmgauben.
Rechts in der Straßenansicht nach Norden steht ein dreigeschossiger Seitenrisalit mit einem Gesprengegiebel und einem vorgelegten Holzbalkon im Dachgeschoss. Das Risalit-Erdgeschossfenster trägt zusätzlich zu den Fenstergewänden aus Sandstein, die alle Fenster einfassen, eine Segmentbogenverdachung mit einem stuckverzierten Ornamentfeld. Unter dem Fenster findet sich zwischen zwei Konsolen ein geschmücktes Spiegelfeld.
Links vor der Rücklage der Straßenansicht steht eine eingeschossige, verglaste Holzveranda mit einem Austritt obenauf.
In der linken Seitenansicht steht links ebenfalls ein Seitenrisalit mit Gesprengegiebel. Auf der Rückseite der Villa befindet sich ein Treppenhausvorbau.
Die Fassaden wurden bei der Erneuerung des Putzes in ihrer Gliederung vereinfacht.